# Râle de Calayan
Aptenorallus calayanensis
Genre
Espèce
Statut de conservation UICN

 VU D2 : Vulnérable
Le Râle de Calayan (Aptenorallus calayanensis) est une espèce d'oiseaux de la famille des Rallidae. Décrit en 2004 après sa découverte par des scientifiques, l'oiseau était cependant bien connu des autochtones, qui l'appellent « piding ».

## Répartition
Cet oiseau est endémique de l'île de Calayan, aux Philippines.